# بولشایا وایا
بولشایا وایا (انگلیسی: Bolshaya Vaya) یک رودخانه در سرزمین پرم کشور روسیه است.